# Harald Slott-Møller
Georg Harald Slott-Møller, né le 17 août 1864 et mort le 20 octobre 1937, est un peintre et céramiste danois. Sa femme et lui font partie des membres fondateurs du « salon des refusés » danois, Den Frie Udstilling (littéralement, l'exposition libre).

## Enfance
Né à Copenhague, Slott-Møller était le fils du marchand Carl Emil Møller et d'Anna Maria Cathrine Møller. Après le cours préparatoire à l'Académie royale des beaux-arts du Danemark (1883), il peignit trois ans sous la direction de Peder Severin Krøyer.

## Carrière et œuvres
C'est en 1886 que Slott-Møller exposa ses œuvres pour la première fois, à l'exposition de printemps du Charlottenborg.
En 1888, sa grande toile Fattigfolk i dødens venteværelse (Pauvres gens dans la salle d'attente de la Mort) est remarquée. La même année, 
c'est toujours à Charlottenborg, au Kusthal et à Den Frie Udstilling,
qu'il expose  des paysages et des portraits comme Georg Brandes à l'Université de Copenhague, 1889),
et des paysages.
Il change de style au début des années 1890. Les beaux cheveux d'Anne Marie Brodersen, dans son portrait, sont couverts d'or, comme, dans un paysage le sont les champs de maïs.
Les peintures qui suivent en font un des principaux peintres de la décennie : Tre kvinder, en 1895 ;  Foråret et Primavera, d'un symbolisme frappant; en 1901,
qui fait allusion au récit biblique de la chute de l'Homme
.
Sont aussi connus ses portraits de personnalités du Jutland-du-Sud, souvent représentés devant un paysage ou des bâtiments
. 
De 1902 à 1906, il travailla aussi à la faïencerie Aluminia (en), où il dessina plusieurs articles remarquables avec Christian Joachim. Il devint ainsi l'un des principaux artisans du tournant du siècle. Même s'il continua de peindre, les avis sur son œuvre devinrent de moins en moins favorables, en partie pour des raisons artistiques et en partie à cause de son attitude envers le public.
En 1919, il devint chevalier de l'ordre de Dannebrog. Il fut l'un des membres fondateurs de Den Frie Udstilling (l'exposition libre). Il est enterré au cimetière Holmens.
Slott-Møller est représenté dans un double portrait, Ude eller Kammerater (1886), où sa femme et lui se sont peints l'un l'autre. Il se peignit dans Trækfuglene (Oiseaux migrateurs, 1909). Il y a aussi un autoportrait daté de 1924 à la Galerie des Offices de Florence. 

Jeunes filles nues, 1904-1905
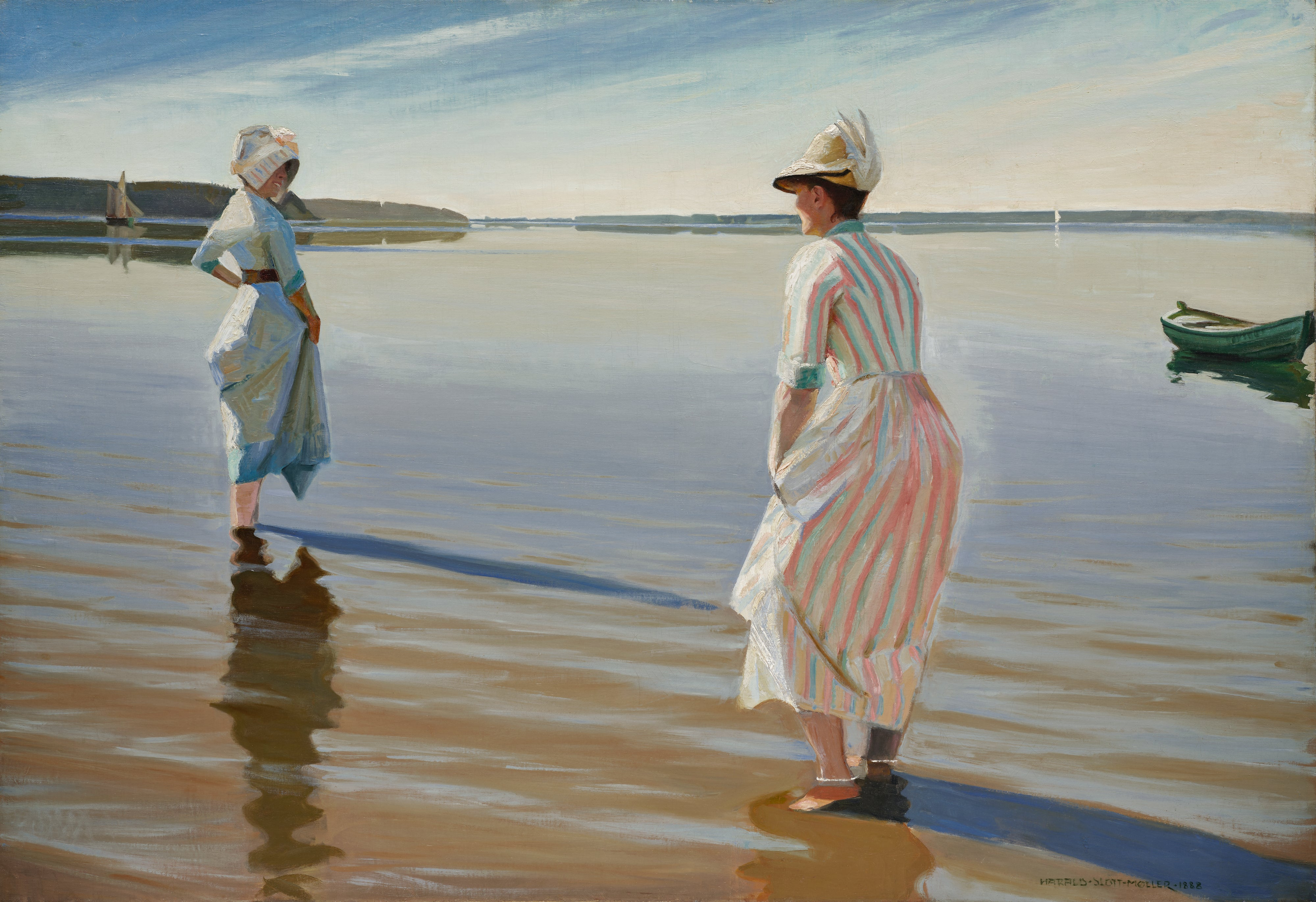
Journée d'été, 1888
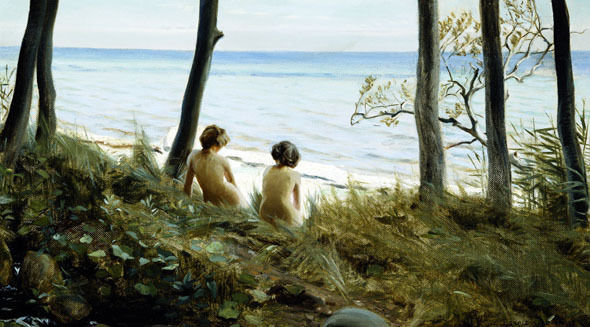
Sur la plage, 1907
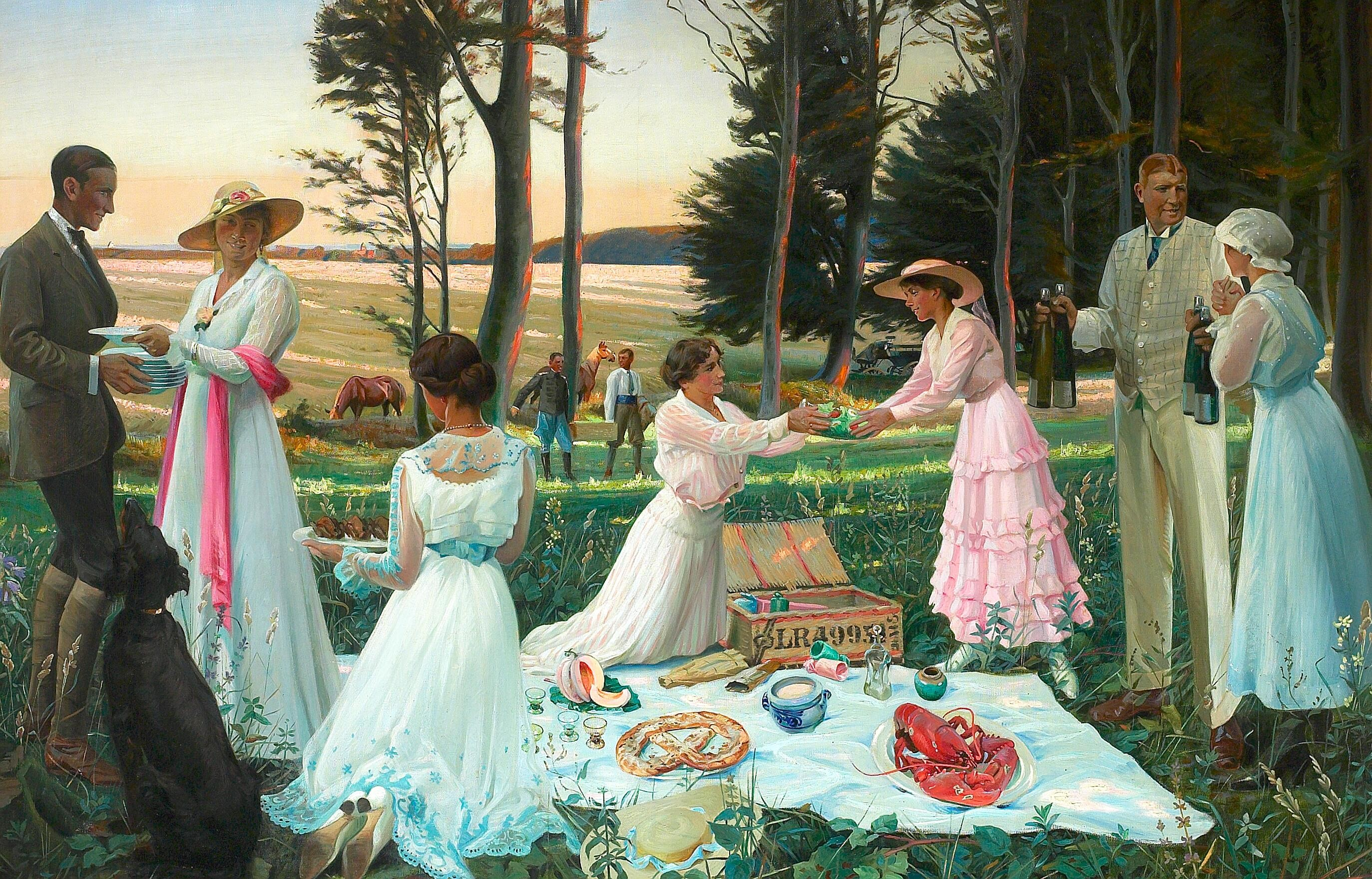
Pique-nique, 1919
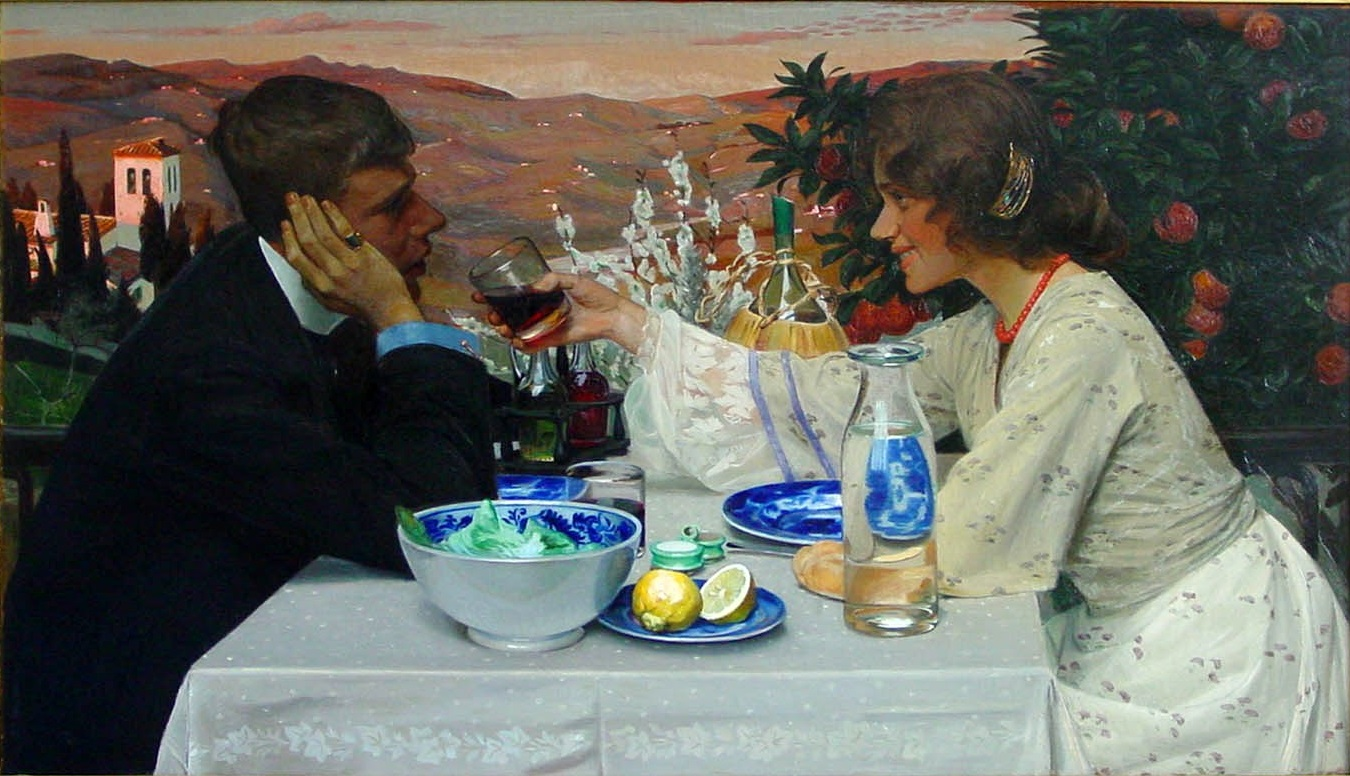
Primavera (Printemps)
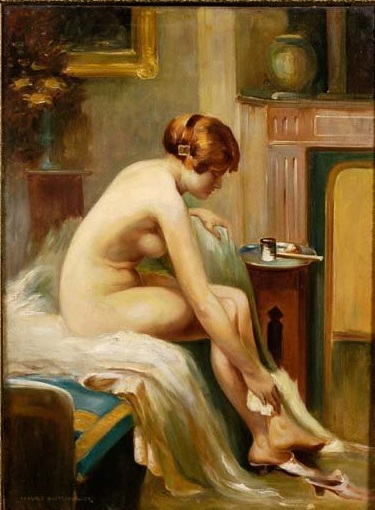
Nue
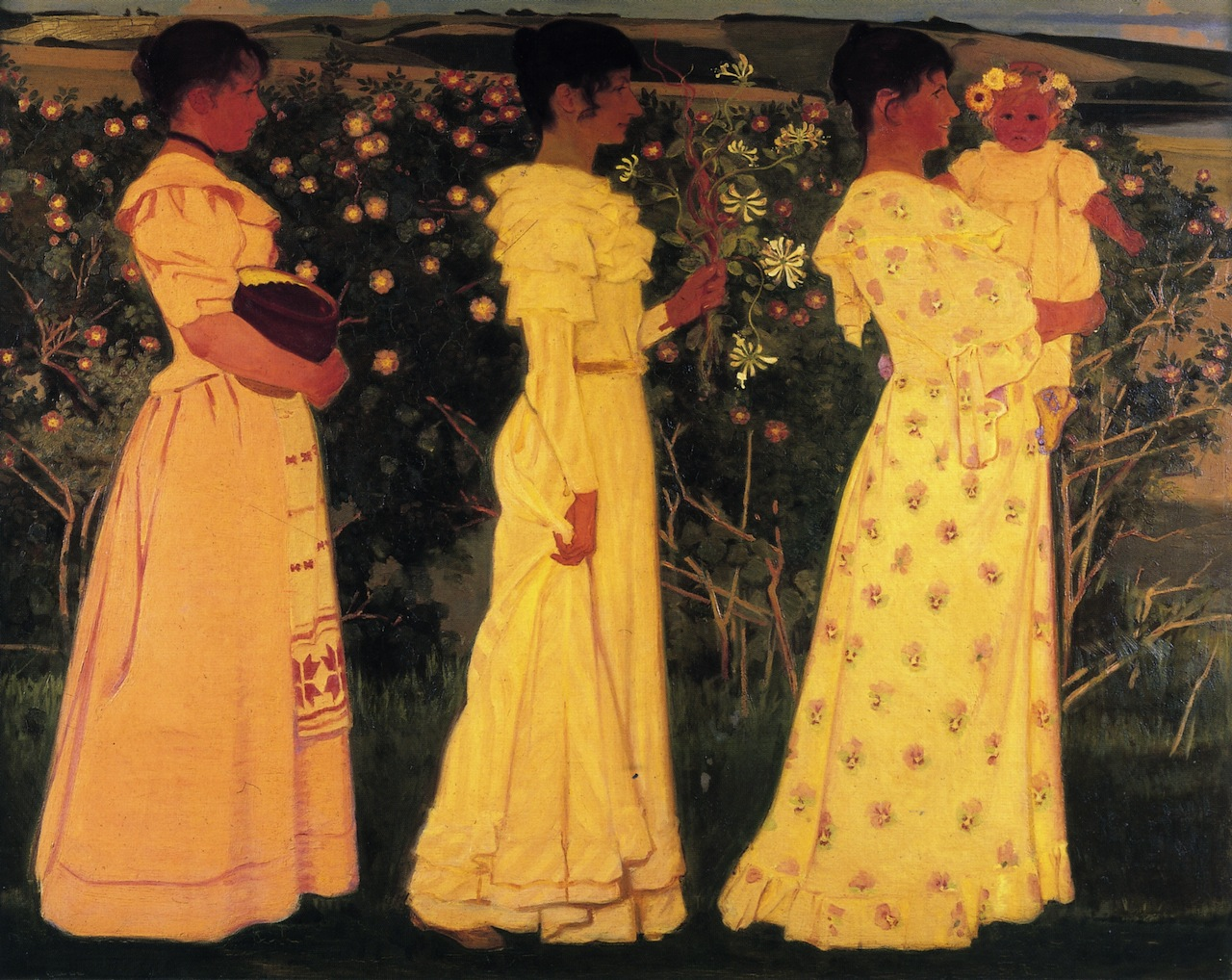
Trois femmes
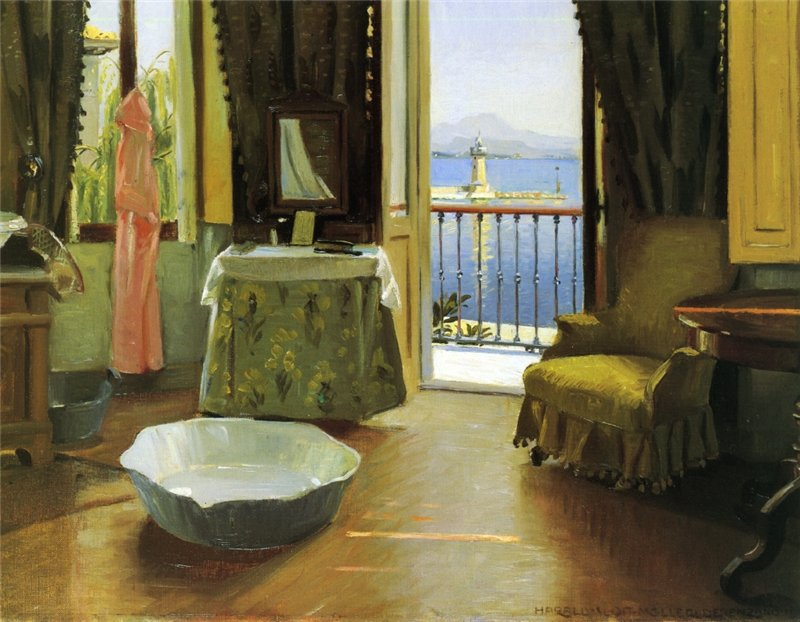
Au lac de Garde
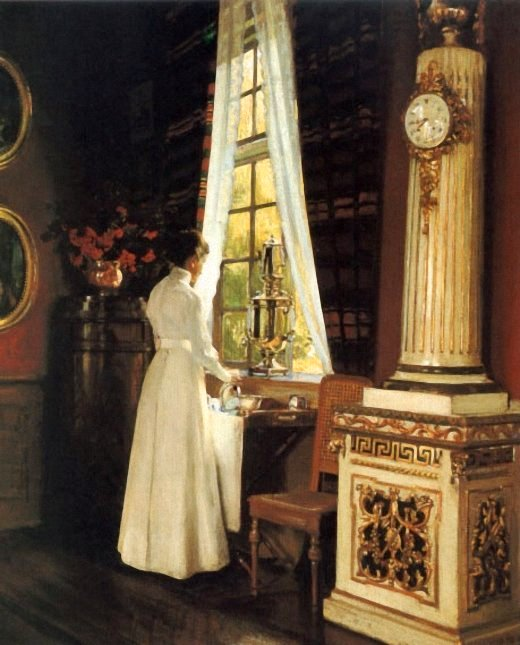
Café du matin
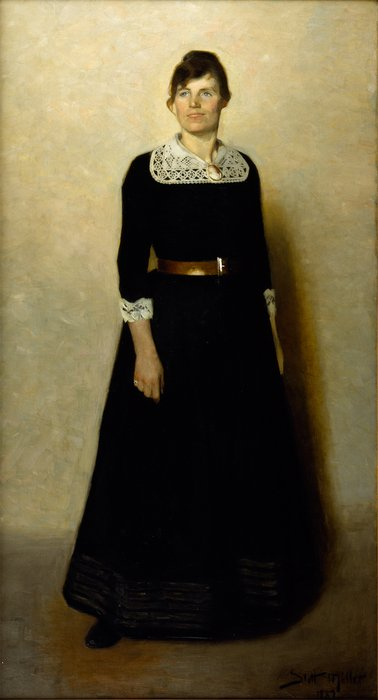
Mon épouse
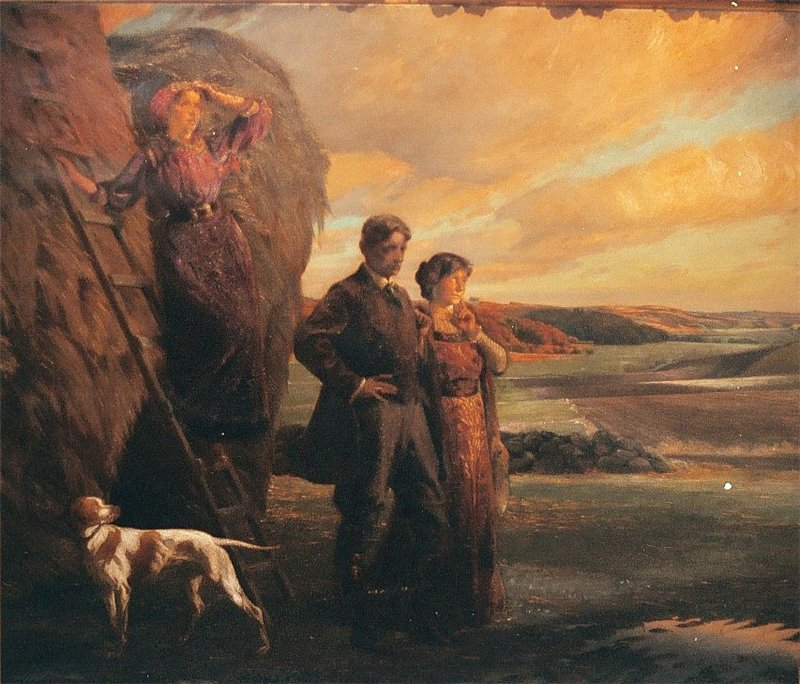
Oiseaux migrateurs
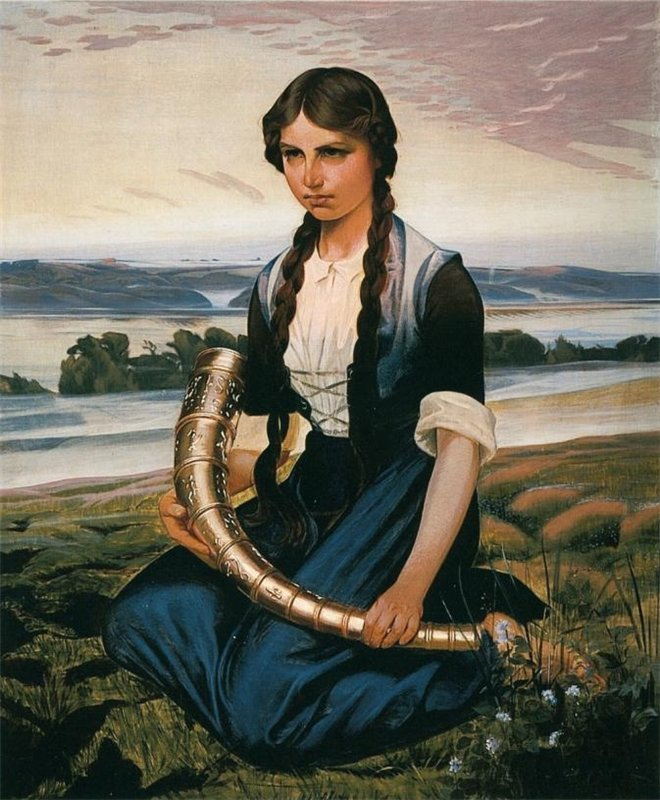
Pigen, der finder guldhornet (Jeune fille trouvant la corne dorée, 1906)
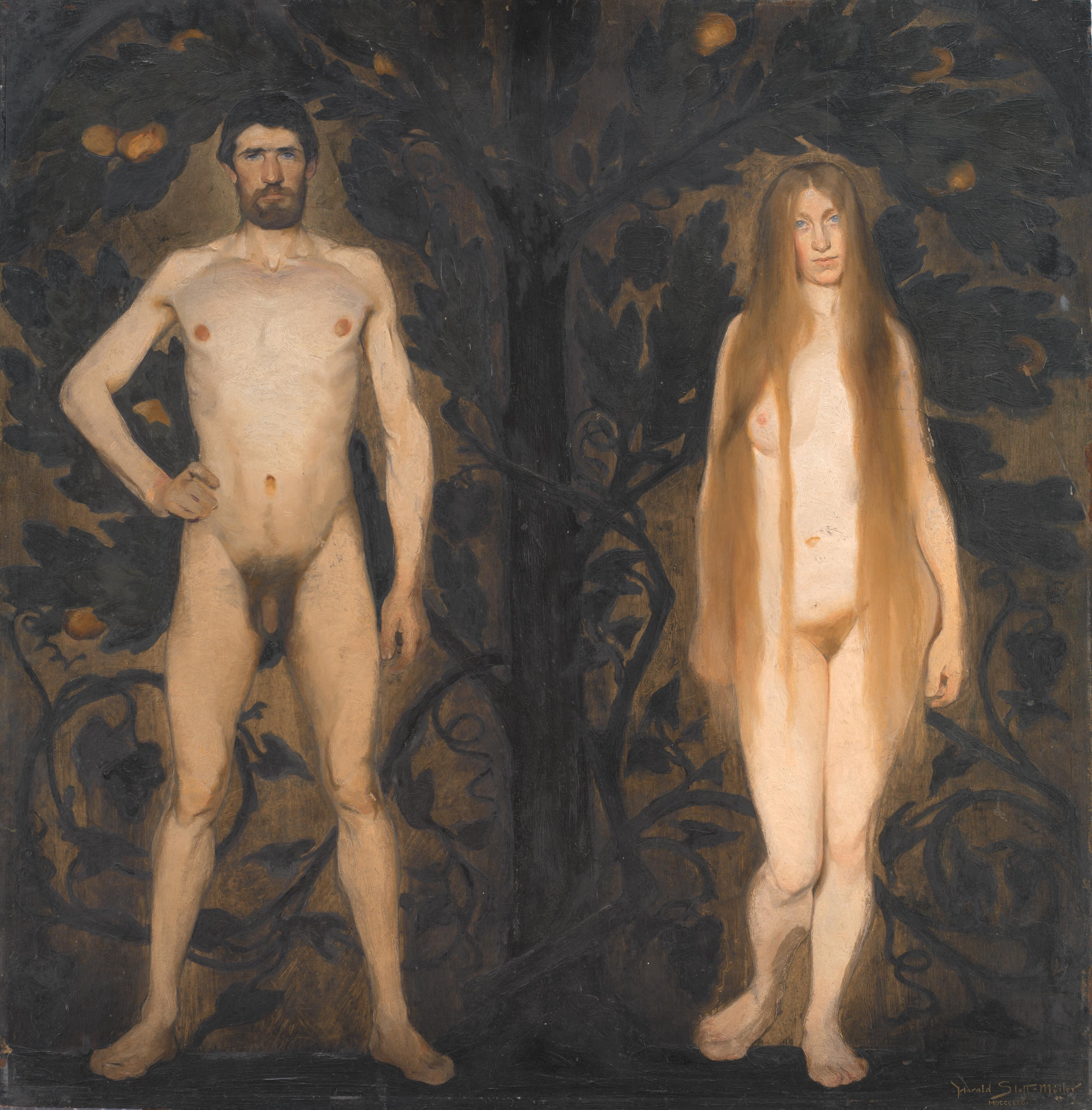
Adam et Ève